# Oplątwa
Oplątwa (Tillandsia L.) – rodzaj roślin jednoliściennych z rodziny bromeliowatych (Bromeliaceae). Występuje w tropikalnych obszarach Ameryki Północnej i Ameryki Południowej. Do rodzaju należy ok. 690 gatunków, ale w tradycyjnym, szerokim ujęciu jest to takson polifiletyczny.

## Systematyka
Pozycja rodzaju według Angiosperm Phylogeny Website (aktualizowany system APG IV z 2016)
Jeden z rodzajów podrodziny Tillandsioideae Burnett z rodziny bromeliowatych (Bromeliaceae) z rzędu wiechlinowców (Poales).
Pozycja w systemie Reveala (1994–1999)
Gromada okrytonasienne (Magnoliophyta Cronquist), podgromada Magnoliophytina Frohne & U. Jensen ex Reveal, klasa jednoliścienne (Liliopsida Brongn.), podklasa komelinowe (Commelinidae Takht.), nadrząd Bromelianae R. Dahlgren ex Reveal, rząd bromeliowce (Bromeliales Dumort.), podrząd  Bromeliineae Engl., rodzina bromeliowate (Bromeliaceae Juss.), podrodzina Tillandsioideae Burnett, plemię Tillandsieae Dumort., rodzaj oplątwa (Tillandsia L.)